# Ingenried (Pforzen)
Ingenried ist ein Gemeindeteil der Gemeinde Pforzen im Landkreis Ostallgäu (Schwaben, Bayern).

## Geographie
Das Pfarrdorf Ingenried liegt etwa zwei Kilometer nordnordwestlich von Pforzen an der Bundesstraße 16 in einem kleinen Tal auf einer Hochebene westlich der Wertach. Südlich des Ortskerns liegt der Ingenrieder Weiher.

## Geschichte
Erstmals erwähnt wurde Ingenried im Jahr 1263 als Besitz der Markgrafen von Ronsberg. Der Ortsname lässt jedoch die Vermutung zu, dass die Ortsgründung im 9. oder 10. Jahrhundert, d. h. der Zeit der Landnahme und Rodung der Alemannen stattfand. 
Zum 1. Juli 1971 erfolgte im Zuge der Gebietsreform in Bayern die Eingemeindung nach Pforzen.

## Sehenswürdigkeiten

Kapelle St. Sebastian

- Kapelle St. Sebastian
- Ehemaliges Pfarrhaus
- St. Laurentius (Ingenried)